# الدار الحمراء
الدار الحمراء؛ هي  بلدة سعودية ذات إرث تاريخي وثقافي عريق ،تقع بين مدينتي  الطائف  و الباحة  وتبعد عن مدينة مكة المكرمة قرابة 140 كلم.

## سبب التسمية
سميت ( الدار الحمراء ) بسبب الجبال ذات الصخور الحمراء المحيطة بها

## موقعها
تبعد الدار الحمراء مسافة 90 كلم عن مدينة  الطائف  شرقاً للقاصد إلى نجد  وجنوباً للقاصد الباحة وعسير  في السراة التي تلي  الطائف  والتي تسمى بـ (  سراة بني سعد  )

## تاريخها

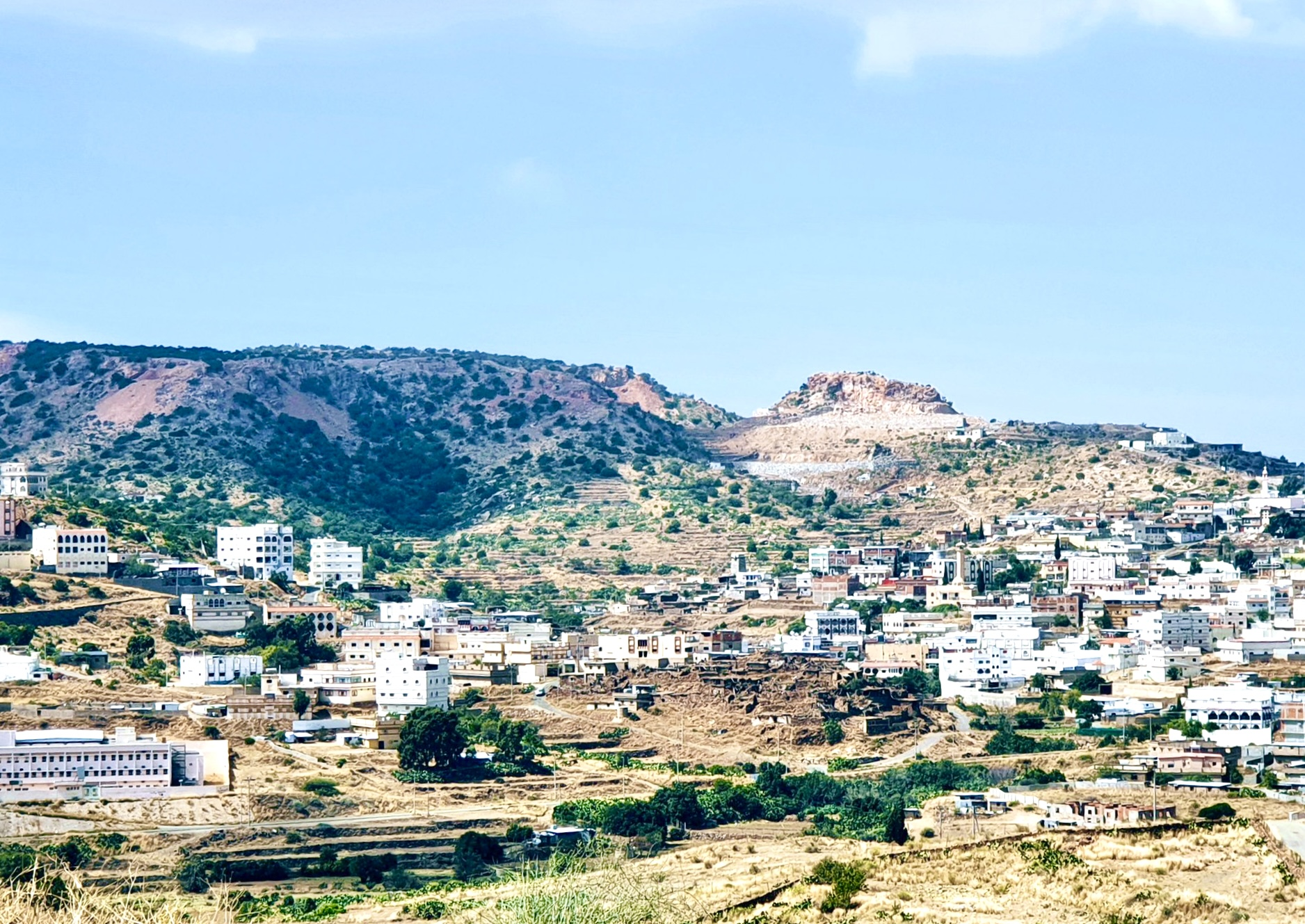
البلدة القديمة تتوسط المباني الحديثة

كانت الدار الحمراء هجرة قديمة  للطفحة  من  عتيبة ثم تحولت حتى أصبحت مركزاً واسع ثقافياً وتاريخياً وتجارياً  لكونها أحد المحطات الرئيسية في طريق الحاج من  اليمن  و عسير  وبلاد  غامد  و زهران  وغيرها.
وتشكل لها سوقها الخاص وسوق أسبوعي يقام الأربعاء من كل أسبوع يسمى بـ ( سوق الربوع ) بالقرب من البلدة التاريخية القديمة اليوم ومسجدها الجامع ( يقع حالياً في أطراف البلدة التاريخية ) واستمر السوق حتى  الثمانينيات الهجرية  يفد عليه أفراد قبيلة عتيبة  والقبائل المجاورة ويُجلب إليه من أسواق  الطائف  و مكة  و تربة  و غيرها

## في العهد السعودي

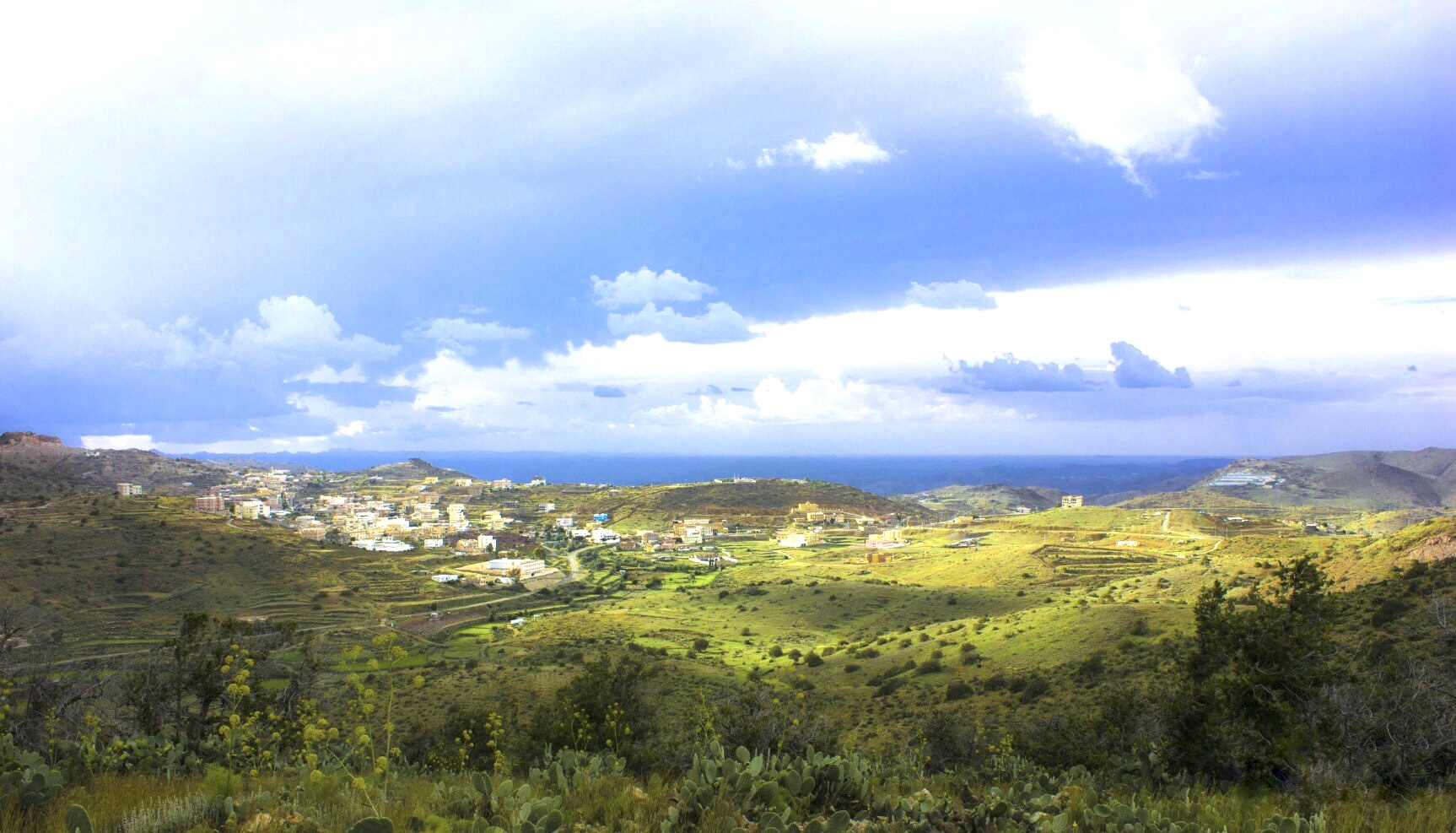
الدار الحمراء في 1 مايو عام 2016 م

نالت كغيرها من مناطق المملكة نصيب وافراً من الاهتمام والرعاية بعد أن قام الملك  عبد العزيز  بضم الحجاز عام  1343 هـ  استمرت على مكانتها منذ الأزل وبصفتها مركزاً جامعاً لإمارة قبائل  بني سعد  ثم تأسست عام  1374 هـ  الموافق  1954 م  مدرستها الأولى. 
وبقيت مركزاً للإمارة حتى عام  1381 هـ  ثم أنتقلت إلى المركز الحالي  السحن  الذي يبعد قرابة عشرة كيلومترات عنها ثم استكمل تأسسيس تأسيس تأسيس الخدمات التعليمية والصحية والاجتماعية فيها على نطاق واسع
- زارها الأمير  عبد العزيز بن فهد بن عبد العزيز آل معمر  أمير الطائف آنذاك عام  1375 هـ  الموافق  1956 م  في عهد الملك  سعود بن عبد العزيز آل سعود
- زارها للمرة الأولى صاحب السمو الملكي الأمير  مشعل بن عبد العزيز آل سعود عام  1383 هـ  الموافق  1964 م  أمير مكة المكرمة آنذاك
- زارها للمرة الثانية صاحب السمو الملكي الأمير  مشعل بن عبد العزيز آل سعود عام  1406 هـ  الموافق  1986 م  رئيس هيئة السياحة السعودية آنذاك

## رؤسائها
تولى رئاستها منذ ضم جلالة الملك  عبد العزيز بن عبد الرحمن آل سعود  للحجاز عام  1343 هـ  كلاً من :
- ساعد بن عيضه بن عوض بن مطر

( 1343 هـ  -  1370 هـ  )  أول أميراً لها في العهد السعودي وأميراً للقبيلة حتى وفاته عام  1370 هـ  الموافق  1950 م 
- خضر بن عبد الله بن ردّه بن مطر

 (  1370 هـ  -  1373 هـ  ) أميراً لها 
- عبد الرحمن بن زبن الماصول الدغيلبي العتيبي

 (  1373 هـ  -  1383 هـ  ) أول أميراً حكومياً لها ثم انتقلت الإمارة الحكومية لقبائل بني سعد إلى السحن عام 1383 هـ 
- خضر بن عبد الله بن ردّه بن مطر

 (  1370 هـ  -  1421 هـ  ) أميراً للقبيلة 
- عيضه بن محمد بن عبد الله بن مطر

 (  1421 م  - الآن ) أميراً حالياً للقبيلة 

## سكانها
يبلغ عدد سكانها قرابة خمسة الآف نسمة جميعهم من قبائل خديد ( الخددة ) من ذوي علي من الطفحة من عتيبة من بني سعد بن بكر بن هوازن